# FC Daugava
FC Daugava (înainte de 2007: FC Ditton) este un club de fotbal din Daugavpils, Letonia. Echipa susține meciurile de acasă pe Stadionul Daugava cu o capacitate de 4.100 de locuri.

## Lotul curent
În 2013.
| Nr. |         | Poziție | Jucător            |
| --- | ------- | ------- | ------------------ |
| 1   | Letonia | P       | Aleksandrs Vlasovs |
| 2   | Letonia | M       | Jans Radevičs      |
| 3   | Letonia | F       | Igors Savčenkovs   |
| 4   | Georgia | F       | Giorgi Chikhradze  |
| 5   | Letonia | M       | Armands Pētersons  |
| 6   | Letonia | M       | Andrejs Kovaļovs   |
| 7   | Letonia | M       | Edgars Jermolajevs |
| 8   | Nigeria | A       | Stanley Ibe        |
| 9   | Letonia | M       | Mihails Ziziļevs   |
| 10  | Letonia | F       | Guntars Silagailis |
| 11  | Letonia | F       | Jurijs Sokolovs    |

| Nr. |                   | Poziție | Jucător              |
| --- | ----------------- | ------- | -------------------- |
| 13  | Nigeria           | M       | Daniel Ola (captain) |
| 14  | Nigeria           | A       | Ibrahim Babatunde    |
| 15  | România           | M       | Bogdan Spătaru       |
| 16  | Letonia           | F       | Aleksandrs Solovjovs |
| 17  | Letonia           | F       | Kirils Ševeļovs      |
| 19  | Republica Moldova | M       | Sergiu Japalau       |
| 20  | Georgia           | F       | Bidzina Tsintsadze   |
| 21  | Georgia           | A       | Mamuka Ghonghadze    |
| 23  | România           | M       | Dragoš Militaru      |
| 24  | Letonia           | F       | Dmitrijs Halvitovs   |
| 81  | Letonia           | P       | Jevgēņijs Ņerugals   |

## Antrenori
| - Sergei Yuran (Jan 1, 2006–28 iulie 2006) - Sergei Kiriakov (June 2006–Sept 06) - Sergei Petrenko (Dec 1, 2006–25 mai 2007) - Igor Kichigin (Sept 2006–Dec 06) - Igor Gamula (June 2007–Nov 07) - Mihails Zemļinskis (Nov 2007–Aug 08) - Igor Gamula (Aug 2008–June 09) - Kirils Kurbatovs (June 2009–Dec 09) | - Sergejs Pogodins (Jan 2010–Feb 10) - Tamaz Pertia (interim) (Feb 1, 2010–Jan 31, 2011) - Aleksandr Laptev (Feb 2010) - Sergejs Pogodins (Feb 2010–June 10) - Tamaz Pertia (2 iulie 2010–30 iunie 2011) - Leonid Nazarenko (July 2011–Dec 11) - Ravil Sabitov (Dec 22, 2011–1 mai 2012) - Ivan Tabanov (1 iulie 2012–) |